# Comuna Tarasa Șevcenka, Ripkî
Tarasa Șevcenka (în ucraineană Тараса Шевченка) este o comună în raionul Ripkî, regiunea Cernihiv, Ucraina, formată din satele Korolcea, Mokri Velîcikî, Nezamojne și Tarasa Șevcenka (reședința).

## Demografie
Componența lingvistică a comunei Tarasa Șevcenka
     Ucraineană (96,98%)
     Rusă (2,89%)
     Alte limbi (0,13%)
Conform recensământului din 2001, majoritatea populației comunei Tarasa Șevcenka era vorbitoare de ucraineană (96,98%), existând în minoritate și vorbitori de rusă (2,89%).